# The Long Dark
The Long Dark – komputerowa gra survivalowa z otwartym światem wyprodukowana przez kanadyjskie przedsiębiorstwo Hinterland na platformy Linux, Microsoft Windows, macOS, Xbox One i PlayStation 4. Została wydana 1 sierpnia 2017. Produkcja gry była finansowana poprzez crowdfunding na platformie Kickstarter.
Akcja gry ma miejsce w zimowej Kanadzie, gdzie gracz wciela się w rolę pilota, który walczy o przetrwanie po globalnej katastrofie. Gra zawiera dwa tryby rozgrywki: „piaskownicę” i tryb fabularny. Pierwszy z nich wydano, gdy gra była jeszcze w trybie wczesnego dostępu, natomiast tryb fabularny udostępniono wraz z premierą gry – 1 sierpnia 2017.
W trybie „piaskownicy” gracz ma do dyspozycji kilka map połączonych ze sobą, gdzie celem jest przetrwanie. Gracz ma możliwość zbierania i wykorzystania różnorakich zasobów pomagających mu przeżyć w świecie gry, m.in.: żywność, woda, drewno opałowe, produkty medyczne oraz narzędzia (np. topory, noże czy broń palna). W grze można napotkać dziką zwierzynę, która może być zagrożeniem dla gracza, gdy ten nie znajduje się w schronieniu, ale na którą można też polować (ryby, króliki, jelenie, wilki czy niedźwiedzie).
Recenzje wersji wczesnego dostępu były w większości pozytywne. Tytuł odniósł spory sukces komercyjny – do kwietnia 2016 roku grę sprzedano w liczbie 750 000 egzemplarzy. We wrześniu 2019 roku poinformowano, że liczba ta wzrosła do trzech milionów.